# Ravelijn

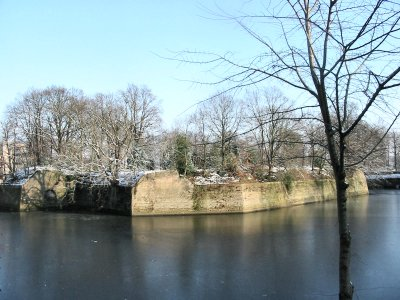
Ravelijn in Bergen op Zoom

Een ravelijn is een buitenwerk van een vesting. Het is een vijfhoekig of redanvormig versterkt eiland dat zich omgeven door een extra ravelijnsgracht in de vestinggracht bevindt. In sommige gevallen is het als een schiereiland aan de vesting vastgebouwd.
Het vooruitgeschoven verdedigingswerk bevindt zich halverwege de bastions, vaak voor een toegangspoort van de vesting. Soms ook voor het gordijn, de muur tussen twee bastions. 
In Goes kent men het Ravelijn de Groene Jager en Ravelijn de Grenadier die als schiereilandjes zowel voor het gordijn als in de buurt van een toegangspoort lagen. Ze waren met de rest van de vesting verbonden door een magere brug of een toegangsdam. Op een ravelijn waren soms jagers gehuisvest, ze konden dan vanaf de sterkte met hun wapens een aandeel hebben in de verdediging van de stad.
Onder andere in het museumdorp Vesting Bourtange, dat is herbouwd naar de staat van 1742, zijn ravelijnen in de oorspronkelijke vorm te zien.
|  |  |